# Сантахамина
Сантахамина (фин. Santahamina, или — Сандхамн (швед. Sandhamn), или до 1917 года — Лагерный) — остров у финской крепости Суоменлинна.
Площадь острова составляет 4,28 км². На острове проживает 418 человек (01.01.2009). Плотность населения 95,6 чел./км².
До 1917 года остров входил в состав Российской Империи, с 1917 года — Финляндии.
В 1857 году в период Великого княжества Финляндского на острове Сандхамн (Лагерный) к юго-востоку от крепости Суоменлинна (Свеаборг) был установлен памятник «убиенным 63 матросам и солдатам, во время бомбардирования Свеаборга англо-французским флотом 28-го и 29-го июля 1855 года».
В 1893 году на острове были обнаружены нескольких разбитых шлюпок и деревянные обломков, а также других предметов с броненосца «Русалка».